# インベーダー・ジム
インベーダー・ジム（Invader ZIM）はニコロデオンで放送されたアメリカ合衆国のテレビアニメである。ジョーネン・バスケス原作。日本でも放送された。

## 登場人物
ジム（ZIM）
声：リチャード・ホーヴィッツ（パイロット版：ビリー・ウェスト）/日本語吹替え：永澤菜教
アーク帝国(IRK)からの侵略者。自分の故郷の星を荒らすほどの破壊好き。
アーク帝国で侵略作戦前に行われた集会に呼ばれてもいないのに乱入し、ジムを邪魔に思った司令官から辺境にある謎の惑星へと派遣され（というのは名目で追い払われ）、相棒のロボットであるガーと共に地球へやってくる。
普段は地球人に偽装するため、コンタクトレンズとカツラをかぶっているが、体色は緑のまま。
ガー（GIR）
声：ローゼリク・リッキー・サイモンズ/日本語吹替え：水田わさび
ジムの相棒のロボット。とにかくおバカに出来ている。普段は犬に偽装するべく、犬のぬいぐるみをかぶっている。
ディブ（Dib）
声：アンディ・バーマン/日本語吹替え：喜田あゆ美
ジムが学校に転校してきた日、ジムが宇宙人であることを見破った少年。
超常現象マニアで、普段からそのような言動を繰り返しているため、クラスからも浮いている。頭が大きいと言われることを気にしている。
妹と父親と一緒に住んでいる。父親は有名な科学者。
ギャズ（Gaz）
声：メリッサ・ファーン/日本語吹替え：寺田はるひ
ディブの妹。ゲームが得意でピザが好き。兄ディブのことを厄介者扱いしている。兄以外では、ジムが宇宙人であることを知っているのは彼女だけです。
二人の司令官（The Almighty Tallest）
声：ウォーリー・ウィンガート(レッド)、ケヴィン・マクドナルド(パープル)/日本語吹替え：河本邦弘(レッド)、多田野曜平(パープル)
目の色、着衣が赤い司令官（レッド）と紫色の司令官（パープル）。二人ともアーク帝国人の中では最も背が高い（Tallest司令官と呼ばれることも）。スナック菓子が好きで、よくお菓子を食べながら指揮を執っている。優秀そうではあるが、少々間の抜けた言動をすることも。
エリック
声：ドワイト・シュルツ/日本語吹替え：
サラ
声：ジャニス・カワエ/日本語吹替え：
Poop Dawg
声：フィル・ラマール/日本語吹替え：

## 放送期間
- 第1シーズン：2001年5月30日-2002年9月28日（TV、第1話 - 第20話）
- 第2シーズン：2002年12月10日（TV、第27話）、2004年10月12日（DVD、第21話 - 第26話）[1]

## サブタイトル
#1 悪夢の始まり
#2 初めての友達 / ミクロのバトルゲーム？
#3 親修行は楽じゃない / 恐怖のお散歩
#4 バイキン戦争 / 内臓コレクター
#5 エイリアンマニアは大嫌い / 恐怖の雨
#6 支配者への道 / サインをお願い
#7 地球ドロボーをやっつけろ！ / 悪魔のニキビ
#8 タコスの誘惑 / 過去を変えたブタ
#9 宇宙へのバス旅行 / かわいい怪獣ピピ
#10 忘れられた赤ちゃん / エイリアンより強いピザ
#11 チョコレート募金大作戦 / FBIに気をつけろ!
#12 ソーセージDNAの恐怖 / 激突！ゲームオタク
#13 惑星大戦争
#14 異次元のハロウィン
#15 ミステリアス・ミステリーは終わらない / 二人のディブ
#16 ごほうびはサバイバルで / 閉じ込められた時間
#17 間抜けなメガ・ロボット / シラミ・バスターがやって来た！
#18 訪問者は人体コレクター / 呪われたチキンフット
#19 真剣ロボット・ガー / 選ばれた男スーパー・ディブ
#20 ジムの初めての恋の味
#21 人類絶滅脳みそ食い作戦
#22 千年の眠りから覚めた男 / ワッフルはもういらない
#23 ワイド・ショーのヒーロー、ジム / コピーされたディブ
#24 エイリアンをおびきだせ！ / 生徒会長は楽じゃない！
#25 ブタの呪いは永遠に
#26 ファーストフード星からの使者
#27 クリスマスはX-デイ